# Campanar d'espadanya
|  | «Espadanya» redirigeix aquí. Vegeu-ne altres significats a «Boga de fulla estreta». |

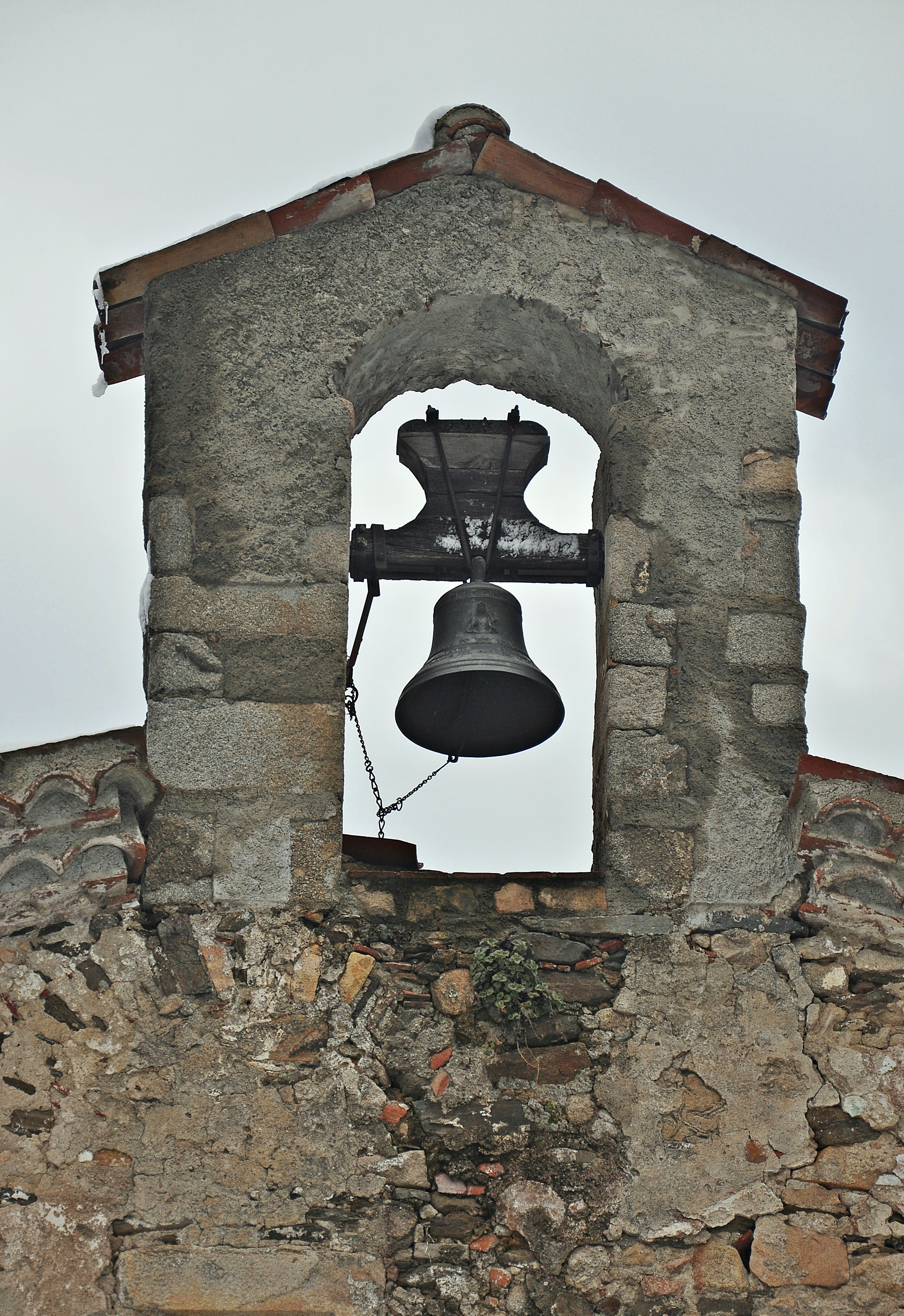
Espadanya de l'ermita de Santa Fe del Montseny, a Fogars de Montclús

Un campanar d'espadanya és un coronament superior, per sobre de la teulada, de la façana o d'una qualsevol de les parets d'una església, amb un o diversos buits, on es col·loquen les campanes. També pot ser una paret construïda sobre la teulada damunt l'arc toral. Aquesta mena de campanar es diu igualment campanar de paret o de cadireta, o simplement espadanya, mot que, tot i que sigui un castellanisme, figura en alguns diccionaris.

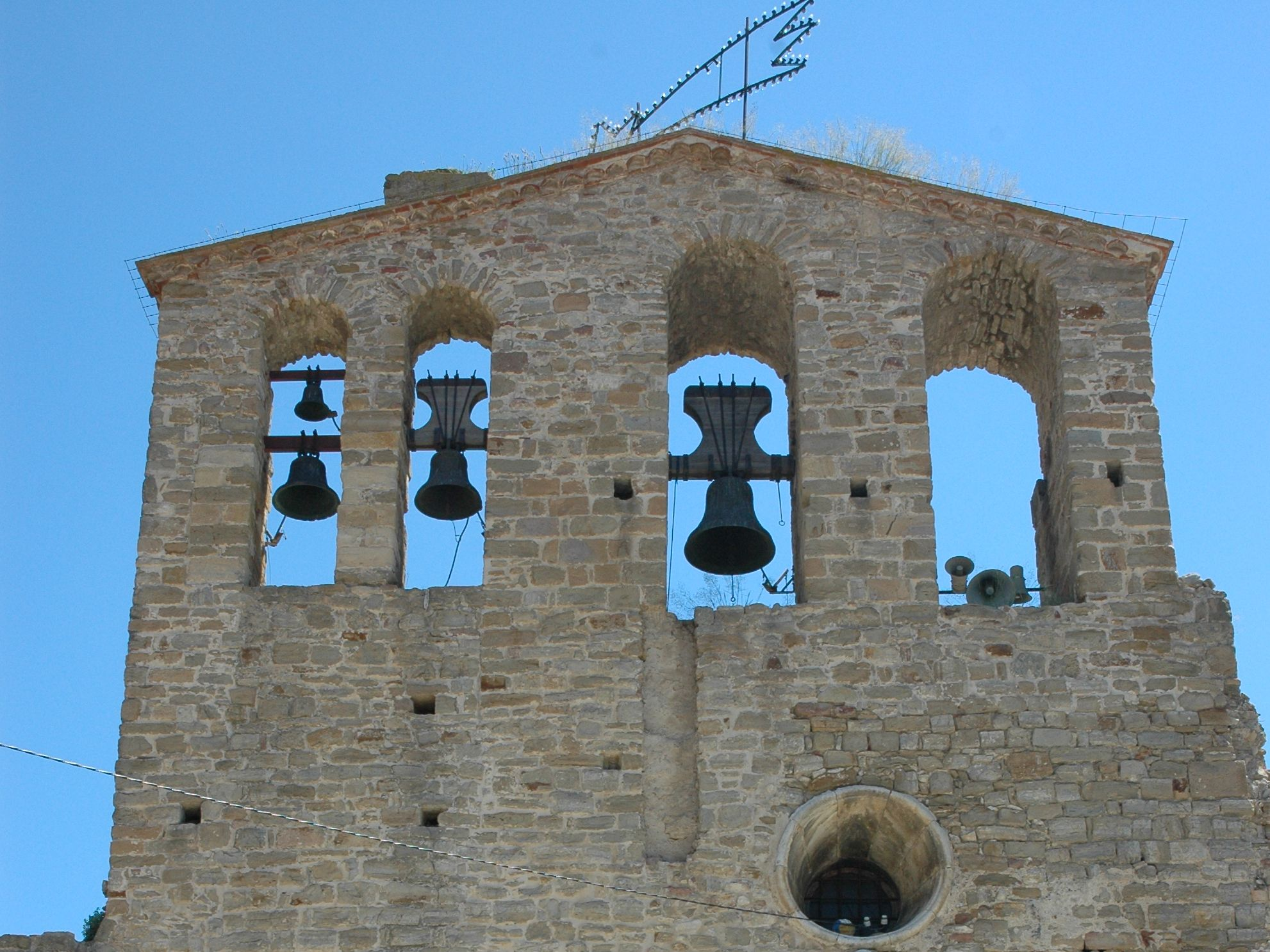
Campanar de paret de 4 ulls de Sant Pere d'Ullastret

És característic de la sobrietat de l'estil romànic.